# Нові Дятловичі
Нові Дятловичі (біл. Новыя Дзятлавічы) — село в Шарпиловській сільській раді Гомельського району Гомельської області Республіки Білорусь.

## Географія

### Розташування
На заході межує із лісом. У 27 км на південь від Гомеля.

## Гідрографія
На річці Сож (притока річки Дніпро).

## Транспортна мережа
Транспортний зв'язок степовою, а потім автомобільною дорогою Нова Гута — Шарпиловка — Гомель.  Планування складається з прямолінійної вулиці, орієнтованої з південного сходу на північний захід, до якої на півдні приєднуються 3 короткі, паралельні між собою меридіональні вулиці. Забудова двостороння, дерев'яна, садибного типу.

## Населення

### Чисельність
- 2009 — 115 мешканців.